# Lithobium cordatum
Lithobium cordatum är en tvåhjärtbladig växtart som beskrevs av August Gustav Heinrich von Bongard. Lithobium cordatum ingår i släktet Lithobium och familjen Melastomataceae. Inga underarter finns listade i Catalogue of Life.